# Колчинский, Александр Леонидович
Алекса́ндр Леони́дович Колчи́нский (20 февраля 1955, Киев — 16 июля 2002, Киев) — советский борец классического стиля, двукратный олимпийский чемпион (1976 и 1980), Заслуженный мастер спорта СССР (1976).

## Биография
Александр Колчинский родился в 1955 году в Киеве.
В 11 с половиной лет начал заниматься плаванием, но по совету тренера перешёл в борьбу.
В 1971 и 1972 годах учился в средней школе № 49 г. Киева
В 1971 и 1973 годах становится серебряным призёром чемпионата мира среди юниоров, в 1974 году выигрывает чемпионат Европы среди юниоров, пять раз выигрывал чемпионат СССР среди юниоров.
На Летних Олимпийских играх 1976 года в Монреале боролся в весовой категории свыше 100 килограммов. В схватках:
- в первом круге на 3-й минуте тушировал Генрика Томанека (Польша);
- во втором круге на 1-й минуте тушировал Карлоса Бракони (Аргентина);
- в третьем круге на 3-й минуте тушировал Эйнара Гундерсена (Норвегия);
- в четвёртом круге не участвовал;
- в пятом круге по баллам со счётом 12-6 выиграл у Александра Томова (Болгария);
- в шестом круге на 1-й минуте тушировал Романа Кодряну (Румыния) и стал чемпионом Олимпийских игр[3]

На Летних Олимпийских играх 1980 года в Москве боролся в весовой категории свыше 110 килограммов. В схватках:
- в первом круге на 8-й минуте выиграл у Романа Кодряну (Румыния) ввиду дисквалификации противника;
- во втором круге на 1-й минуте тушировал Антонио Ла Пенна (Италия);
- в третьем круге на 3-й минуте тушировал Артуро Диаза (Куба);
- в четвёртом круге на 7-й минуте выиграл у Йожефа Фаркаша (Венгрия) ввиду дисквалификации противника;
- в пятом круге по баллам со счётом 4-2 выиграл у Александра Томова (Болгария);
- в шестом круге на 2-й минуте тушировал Хассана Али Бишара (Ливан) и стал чемпионом Олимпийских игр[3]

Выступал в 1974 за «Динамо» (Киев), в 1975—1982 за Вооружённые силы (Киев). Чемпион мира (1978), обладатель Кубка мира (1980), серебряный призёр чемпионатов мира (1975, 1977, 1979), серебряный призёр чемпионатов Европы (1976, 1977), бронзовый призёр чемпионата Европы (1975),, пятикратный чемпион СССР (1974, 1976, 1977, 1978, 1979,1980), 11-кратный победитель различных международных турниров.
В 1978 году окончил Киевский государственный институт физической культуры. После окончания спортивной карьеры в 1983 году переехал в Ташкент, где открыл небольшой швейный цех.
Кавалер Ордена Трудового Красного Знамени (1980) и ордена «Знак Почёта» (1976).
По некоторым сведениям являлся активным членом организованной преступной группировки братьев Савлоховых, был причастен к устойчивой группе лиц, занимающихся организацией каналов контрабандного перемещения импортных грузов на территорию Украины.
В 1994 году был осужден к лишению свободы сроком на семь лет по статье 86 УК Украины «Вымогательство государственного или коллективного имущества», в 1996 году Указом Президента Украины был помилован. Являлся руководителем и одним из учредителей Всеукраинского благотворительного фонда содействия развитию физкультуры и спорта «Олимпийский резерв». В последние годы жизни Александр Колчинский возглавлял киевский спортивный клуб «Гарт».
Умер в Киеве в 2002 году, похоронен на Совском кладбище.
В Киеве проводится международный молодёжный турнир по греко-римской борьбе памяти Александра Колчинского
По отзыву заслуженного тренера СССР Виктора Игуменова

Честно скажу — я не удивился, когда узнал, что Колчинский за решеткой. Он мог натворить что угодно. Хулиганистый парень, разгильдяй, никакой дисциплины. При этом невероятно талантливый. Никто не предполагал, что в Монреале он справится с болгарином Томовым, пятикратным чемпионом мира. А Саша забросил его прогибом, выиграл и стал олимпийским чемпионом. Природа наделила Колчинского качествами легковеса. Скоростной, растянутый, пластичный. Он быстро мыслил. На ковре — правильно, в жизни, увы, не всегда. — http://www.sport-express.ru/newspaper/2012-07-06/8_1/